# ネオジオフリーク
『ネオジオフリーク』（NEO・GEO FREAK）は、芸文社から発行されていた月刊のゲーム雑誌。

## 概要
1995年5月に創刊。ほとんどネオジオ及びエス・エヌ・ケイ（旧社）に関する話題だけで構成されていた。5年半に及ぶ長期の発刊となった。
新声社の月刊誌『ゲーメスト』とともにネオジオ人気を支えてきたが、対戦格闘ゲームの凋落が見えてきた2000年11月に発売された12月号をもって休刊した。当時のエス・エヌ・ケイはアルゼの子会社になり、休刊の発表直前にはアーケードゲーム開発の縮小を発表したばかりで、急激に経営危機の様相を露呈し始めていた。休刊後、一部の攻略ライターは後にエンターブレインへと移り、旧『ゲーメスト』の編集者と共にアーケードゲーム専門雑誌『月刊アルカディア』の発刊に携わった。
その後、ソフトバンククリエイティブ発行の『ドリマガ』（現ゲーマガ）の2005年3月号より、『ネオジオフリーク』という連載が掲載されていたが、エス・エヌ・ケイの知的財産権を競売落札で引き継いだ元子会社のSNKプレイモア（のち2代目SNK）のファンページという以外は無関係。
またネオジオフリーク創刊以前にはエス・エヌ・ケイから「ネオジオクラブ」と言う広報誌を1994年まで合計18号発行しており、『マイコンBASICマガジン』では「ネオジオクラブ出張所」も連載されていた。